# Emil Wolf
Emil Wolf, češko-ameriški fizik, * 30. julij 1922, Praga, Češkoslovaška (sedaj Češka), † 2. junij 2018, Rochester, New York, ZDA.
Wolf je najbolj znan po svojih dosežkih na področju fizikalne optike - raziskovanju uklona, koherentnih znčilnosti optičnih polj, spektroskopije delno koherentnih sevanj in teorije neposrednega sipanja in obratnega sipanja. Je avtor več del o optiki.